# Brussel (Johan Verminnen)
Brussel is een Nederlandstalig liedje van de Belgische artiest Johan Verminnen uit 1976.
Het nummer verscheen op het album Stilte als Refrein uit hetzelfde jaar.
De B-kant van deze single was het liedje Kom Jeanine.

## Meewerkende artiesten
- Producer:
  - Jean Kluger
- Muzikanten:
  - Johan Verminnen (zang)
  - Alan Parker (gitaar)
  - Barry Morgan (drums)
  - Firmin Timmermans (drums)
  - Jerome Munafo (folkgitaar)
  - Koen De Bruyne (piano)
  - Mike Moran (piano)
  - Nick Roland (gitaar)
  - Tony Campo (basgitaar)
  - Vic Flick (gitaar)
  - Yvan Desouter (basgitaar)